# OneAmerica Tower
OneAmerica Tower – wieżowiec w Indianapolis, w stanie Indiana, w Stanach Zjednoczonych, o wysokości 162 m. Budynek został otwarty w 1982 i liczy 38 kondygnacji.